# ألثوبيت
ألثيوبيت هو معدن فوسفات يورانيل ثوريوم الألمونيوم نادر ، صيغة معقده تكتب بهذه الصورة AlTh(UO2)7(PO4)4O2(OH)5·15H2O ، من  بيجماتايت الجرانيتية .